# プラズマ加熱
磁場閉じこめ方式核融合において核融合反応を起こすためには、燃料となるプラズマを加熱してイオン同士の衝突の頻度を上げる必要がある。プラズマ加熱の方法は誘導加熱と非誘導加熱があり、誘導加熱は主に小型トカマク装置に用いられ、大型装置や原型炉ではECHやNBI等の非誘導加熱が検討されている。

## 誘導加熱

### オーミック加熱
トカマク装置中心に設置されたオーミック加熱コイルに電流を流し、ファラデーの法則に従いプラズマ内に発生する電界によりジュール加熱を行う方法。鉄心の磁束飽和が起こるため長時間の定常的な加熱は不可能である。

## 非誘導加熱

### 高周波加熱
磁場中で荷電粒子はらせん運動をするが、このらせん運動の周波数をサイクロトロン周波数 ωc と呼ぶ。このらせん運動と同期する高周波をアンテナを用いてプラズマに励起または入射させると周波数に応じて荷電粒子が加熱される。イオンのサイクロトロン周波数に近い高周波を用いた場合をICH(イオンサイクロトロン共鳴加熱)、電子の場合をECH(電子サイクロトロン共鳴加熱)と呼ぶ。

### 中性粒子ビーム加熱
中性粒子ビーム加熱(NBI:Neutral Beam Injection)は核融合炉内の炉心プラズマを加熱する方法の一つである。

#### 仕組み
よく知られている例として次の手順がある。
1. プラズマ生成:低圧ガスにマイクロ波を入射しプラズマを生成する。
2. 加速 1. で生成したプラズマ中の正イオンを引き出すために電圧を印加し正イオンのみ陰極へ加速させる。
3. 中性化:電荷を持ったままだと炉心に入射する際、プラズマを維持する強力な磁場により軌道を曲げられるため、正イオンに電子を帯電させ中性化し入射する。

また、ビームが帯電しているとプラズマの不安定性を引き起こすため、中性の物質を入射する方が良い。ほとんどの核融合炉では、水素同位体の重水素や、 重水素とトリチウムを混ぜたビームを炉心プラズマに入射する。加速された中性粒子が持つエネルギーは炉心プラズマを加熱し、プラズマ中で電離した重水素やトリチウムは継続して核融合反応に用いられる。